# Hollywood (Carolina do Sul)
Hollywood é uma cidade  localizada no estado norte-americano de Carolina do Sul, no Condado de Charleston.

## Demografia
Segundo o censo norte-americano de 2000, a sua população era de 3946 habitantes.
Em 2006, foi estimada uma população de 4298, um aumento de 352 (8.9%).

## Geografia
De acordo com o United States Census Bureau tem uma área de
55,0 km², dos quais 51,9 km² cobertos por terra e 3,1 km² cobertos por água.

## Localidades na vizinhança
O diagrama seguinte representa as localidades num raio de 20 km ao redor de Hollywood.